# Nicteia
Nicteia, na mitologia grega de Tebas, foi uma filha de Nicteu, filho de Cthonius. Ela se casou com Polidoro, rei de Tebas  e filho de Cadmo e Harmonia, com quem teve um filho, Lábdaco. Ela era irmã de Antíope e sobrinha de Lico, que governou Tebas no lugar de Laio, que era uma criança quando seu pai, Lábdaco, morreu.